# Hillview (Canada)
Hillview is een plaats in de Canadese provincie Newfoundland en Labrador. De plaats bevindt zich aan de oostkust van het eiland Newfoundland en maakt deel uit van het local service district Random Sound West.

## Geografie
Hillview ligt aan een inham aan de noordoever van Southwest Arm, een 24 km lange zeearm aan Newfoundlands oostkust. Het dorp is gelegen aan provinciale route 205, nabij de samenkomst van die baan met de Trans-Canada Highway (NL-1). De plaats ligt 1,5 km ten oosten van Ivany's Cove, 4 km ten zuiden van Adeytown en 9 km ten westen van Hatchet Cove.

## Bestuurlijke geschiedenis
In 1994 kreeg de plaats voor het eerst beperkt lokaal bestuur doordat ze een local service district (LSD) werd. In 1999 werd dit LSD opgeheven en ging Hillview tezamen met buurdorp Adeytown deel uitmaken van het nieuw opgerichte LSD Hillview-Adeytown.
Door een fusieoperatie maakte Hillview vanaf 2008 deel uit van het LSD Hillview-Adeytown-Hatchet Cove-St. Jones Within. Dat LSD veranderde in 2009 van naam tot Random Sound West en werd bij een verdere fusie in 2010 opnieuw aanzienlijk uitgebreid.

## Demografie
Tussen 1991 en 1996 steeg de bevolkingsomvang van Hillview van 316 naar 361. Vanaf de volkstelling van 2001 worden er niet langer aparte censusdata voor Hillview bijgehouden. Sindsdien kende het gebied, net zoals de meeste afgelegen plaatsen op Newfoundland, een aanzienlijke bevolkingsdaling.